# Гондурасско-литовские отношения
Гондурасско-литовские отношения — двусторонние международные отношения между Гондурасом и Литвой. Обе страны являются членами ООН. Оба государства были избраны в Совет ООН по правам человека на период 2022-2024 годов.

## История
В конце Первой мировой войны Королевство Литва, созданное при поддержке Германии, и Гондурас, присоединившийся к Антанте в июле 1918 года, оказались по разные стороны конфликта.
Литва и Гондурас установили дипломатические отношения 26 января 2005 года, после того как посол Литвы в Швеции Петрус Запольскас и посол Гондураса в Швеции Иванс Ромерс-Мартинес подписали в посольстве Литвы в Стокгольме совместную декларацию об установлении двусторонних дипломатических отношений. Гондурас стал 137-й страной, с которой Литва установила дипломатические отношения.
28 июня 2009 года, после того как гондурасские военные совершили государственный переворот, 24 сентября Министр иностранных дел Литвы Вигаудас Ушацкас, председательствующий в Содружестве демократий, принял заявление о ситуации в Гондурасе во время встречи Содружества демократий в Нью-Йорке вместе с другими министрами иностранных дел Содружества демократий. Он призвал к «восстановлению демократического порядка, прав человека и основных свобод» после переворота в Гондурасе.
29 сентября 2016 года в Брюсселе, между Литвой и Гондурасом был подписан меморандум о двусторонних консультациях.

## Экономическое сотрудничество
В 2018 году товарооборот между Литвой и Гондурасом достиг 182,2 тысяч евро.
В торговом балансе преобладает импорт из Гондураса в Литву.
- Экспорт составляет 64,2 тысяч евро.
- Импорт составляет 118,0 тысяч евро.

| Год                              | 2016  | 2017  | 2018  |
| -------------------------------- | ----- | ----- | ----- |
| Экспорт в Гондурас (тысяч евро)  | 173,1 | 457,4 | 64,2  |
| Импорт из Гондураса (тысяч евро) | 2,2   | 6,0   | 118,0 |

## Граждане Гондураса в Литве
| Год                                  | 2016 | 2020 | 2021 | 2022 |
| ------------------------------------ | ---- | ---- | ---- | ---- |
| Количество граждан Гондураса в Литве | 2    | 5    | 6    | 12   |